# Kasyniwka
Kasyniwka (ukr. Касинівка) – wieś na Ukrainie, w obwodzie dniepropetrowskim, w rejonie kamjańskim, w hromadzie Pjatychatky. W 2001 liczyła 231 mieszkańców, spośród których 219 wskazało jako ojczysty język ukraiński, 11 rosyjski, a 1 białoruski.